# Narząd oddechowy
Narząd oddechowy – wyspecjalizowany narząd wymiany gazowej uczestniczący w procesie oddychania większości zwierząt.
Oddychanie zewnętrzne na drodze dyfuzji przez powłokę ciała jest mało wydajną metodą pobierania tlenu z otoczenia, ograniczoną przez rozmiary ciała (przekrój kulisty o promieniu do 1 mm) oraz podatność na wysychanie. W rozwoju ewolucyjnym zwierzęta wykształciły różne sposoby zwiększania powierzchni oddechowych (przy jednoczesnym zmniejszeniu niebezpieczeństwa utraty wody w przypadku zwierząt oddychających powietrzem atmosferycznym): 
- przewody powietrzne prowadzące bezpośrednio do tkanek - przetchlinki i tchawka
- ewaginacje (uwypuklenia) powierzchni ciała - skrzela
- inwaginacje (wpuklenia) powierzchni ciała - płuca

oraz różne formy pośrednie.
Funkcje narządu oddechowego (podstawową lub pomocniczą) pełnią:
- powłoka ciała (u niektórych kręgowców - skóra i małych bezkręgowców)
- przetchlinki i tchawka (u owadów i pajęczaków)
- skrzelotchawki (u larw owadów wodnych)
- płucotchawki (worki płucne) (u pajęczaków)
- skrzela (zwierzęta związane ze środowiskiem wodnym)
- płuca (zwierzęta lądowe i lądowo-wodne)
- błona jamy gębowej (żaby, bezpłucne salamandry)
- unaczyniona jama płaszczowa (ślimaki płucodyszne)
- narząd błędnikowy, tzw. labirynt (ryby zaliczane do błędnikowców)
- narząd nadskrzelowy (ryby długowąsowate)
- unaczynione odcinki jelita (niektóre ryby)
- przekształcony pęcherz pławny (ryby dwudyszne)

U zwierząt wyżej rozwiniętych narządy oddechowe występują parzyście.